# Barbara Jordan
Barbara Jordan (født 21. februar 1936 i Houston, død 17. januar 1996), var en amerikansk politiker fra Texas. Hun sad i repræsentanternes hus i USA 1973 - 1979.